# Nana Ardo
Pour les articles homonymes, voir Ardo (homonymie).
Nana Ardo, de son vrai nom Nana Isamaïla, est un humoriste camerounais né le 15 juillet 1985 à Awa, dans l'arrondissement de Nganha, près de Ngaoundéré,.

## Biographie
Nana Ardo a commencé à la défunte Alliance franco-camerounaise de l'Adamaoua en 2000, au Danata Théâtre, après avoir pris goût au club de théâtre du lycée classique de Ngaoundéré en 1999.
Il remporte en 2002 l'épi de bronze en arrivant deuxième au festival national des arts et de la culture à Bafoussam.
Nana Ardo est conseiller de jeunesse et d'animation formé à l’Institut national de la jeunesse et des sports (INJS) de Yaoundé.
Sacré au concours de comédie du Castel Live, il est remarqué du grand public et se lance dans une carrière d'humoriste qui le fait intervenir dans des lieux de spectacles à travers le Cameroun. Il se produit souvent au Centre culturel français de Yaoundé et autres évènements organisés par des sponsors privés des scènes et événements humoristiques.
Il a un style comique dit « intelligent ». Ses œuvres sont principalement dites de comique de situation, où il se moque du système notamment judiciaire du Cameroun.
Dans un nouveau spectacle en 2014, il parle notamment des relations Nord-Sud et de l'immigration clandestine.
En août 2016, il participe au festival « Rire o gras » en tournée en Afrique de l'Ouest.